# Хрусти (Хелмінський повіт)
Хрусти (пол. Chrusty) — село в Польщі, у гміні Лісево Хелмінського повіту Куявсько-Поморського воєводства.
Населення — 93 особи (2011).
У 1975-1998 роках село належало до Торунського воєводства.

## Демографія
Демографічна структура станом на 31 березня 2011 року:
|          | Загалом | Допрацездатний вік | Працездатний вік | Постпрацездатний вік |
| -------- | ------- | ------------------ | ---------------- | -------------------- |
| Чоловіки | 44      | 9                  | 33               | 2                    |
| Жінки    | 49      | 10                 | 33               | 6                    |
| Разом    | 93      | 19                 | 66               | 8                    |